# Auguste Herbin
Pour les articles homonymes, voir Herbin.
Auguste Herbin, né le 29 avril 1882 à Quiévy (Nord) et mort le 31 janvier 1960 à Paris, est un peintre théoricien autant qu'un praticien de l'abstraction, « cette immense mouvance qui ne cesse de nourrir l'art et qui trouva chez les abstracteurs zurichois une première levée ».

## Biographie
Auguste Herbin a passé son enfance au Cateau-Cambrésis. Il étudie à l'académie des beaux-arts de Lille de 1898 à 1901 dans l'atelier de Pharaon de Winter, puis s'installe à Paris.
Il peint d'abord dans le style post-impressionniste ; cette influence est visible dans les toiles qu'il envoie au salon des indépendants de 1906.
Il se rapproche progressivement du cubisme après avoir rencontré Pablo Picasso et Georges Braque en 1909 au Bateau-Lavoir à Paris. Il est également encouragé dans cette voie par son amitié avec le critique d'art et collectionneur allemand Wilhelm Uhde. Au salon des indépendants de 1910, il est exposé dans la même salle que Jean Metzinger, Albert Gleizes et Fernand Léger et, en 1912, il participe à l'importante exposition de la Section d'Or. Il suit ses amis à Céret entre 1913 et 1923 où il signera plusieurs œuvres cubistes (Paysage à Céret) et supprime la notion de perspective.

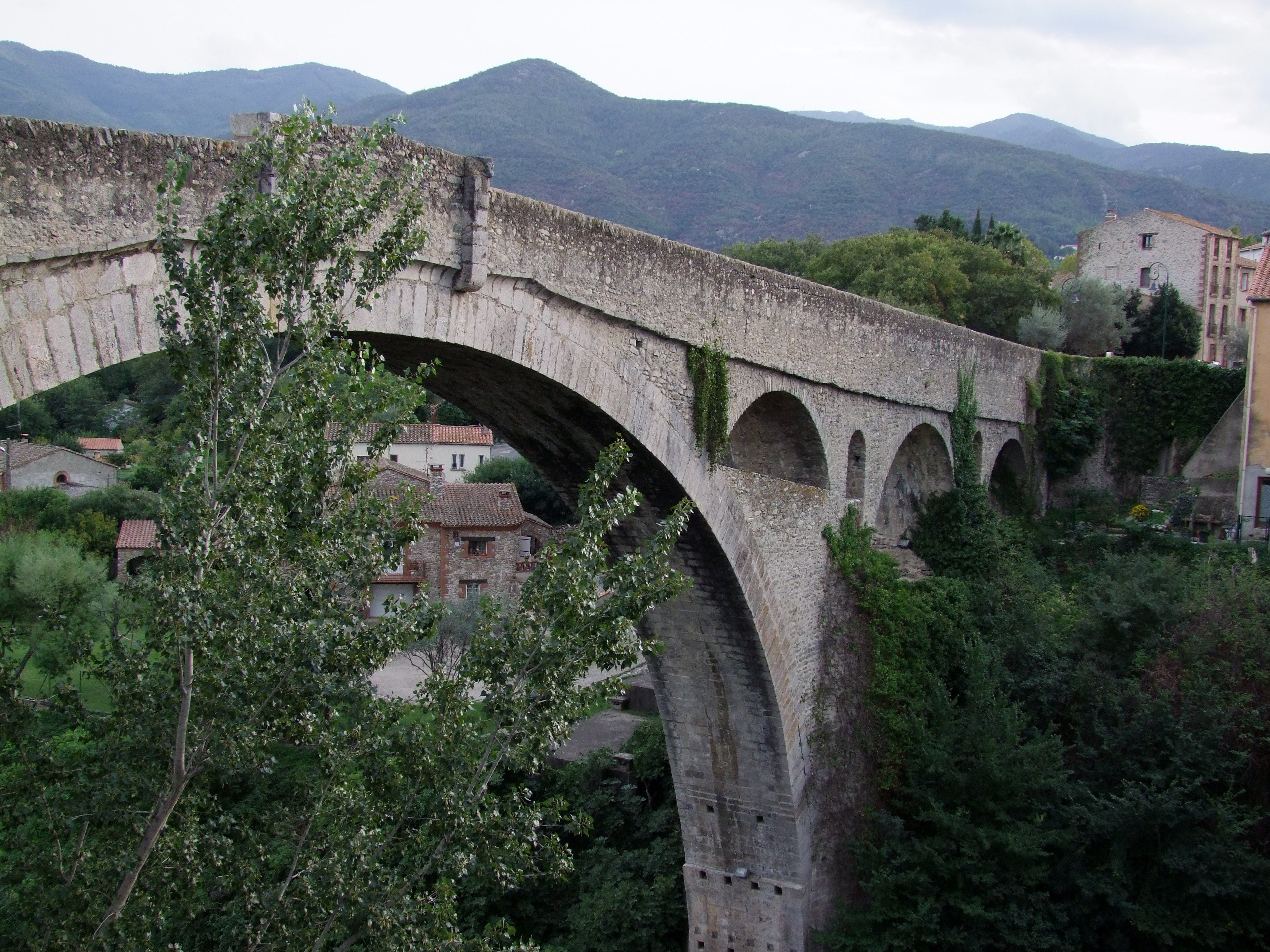
La Maison Alcouffe la mieux visible au bout du Pont du Diable.

Pendant la Première Guerre mondiale, Herbin est affecté à la décoration d'une chapelle militaire au camp de Mailly-le-Camp, et plus tard à des travaux de camouflage.
Herbin produit ses premières toiles abstraites en 1917. Il est remarqué par Léonce Rosenberg qui lui achète plusieurs tableaux et le prend sous contrat à la Galerie de L'Effort moderne à Paris où il expose à plusieurs reprises entre 1918 et 1921. En 1919, Herbin décide d'abandonner le cubisme, pour lui dépassé ; il écrit à Albert Gleizes : « L'art ne peut être que monumental. » Il réalise alors sa série d'« objets monumentaux ». Ses peintures sur bois géométriques en relief remettent en question le statut de la peinture de chevalet. Cependant elles sont très mal accueillies, y compris par les critiques favorables au cubisme. Herbin se retire au Cateau-Cambrésis. Il épouse en 1922 Louise Bailleux, qu'il a connue dans cette petite ville. Entre 1922 et 1925, Herbin revient, en proie au doute et sur les conseils de Rosenberg, à un style figuratif. Il désavouera plus tard les paysages, les natures mortes et les scènes de genre de cette époque, telles que Les Joueurs de boules (1923, Paris, musée national d'art moderne), dans lesquelles il représente les objets sous forme de volumes simplifiés. En 1929, il est cofondateur du Salon des surindépendants.
En 1931, il expose au Salon Association 1940 d'où sortira le groupe Abstraction-Création qu'il fonde avec Georges Vantongerloo. Il se consacre dans ces années à une peinture entièrement géométrique faite de formes simples en aplats de couleurs pures, alternant avec des formes ondulantes. 
Dans les années 1940-1950, Herbin invente son alphabet plastique relevant de la synesthésie : une méthode de composition qui part d'un répertoire de 26 couleurs, correspondant chacune à une lettre et à des formes géométriques (triangle, cercle, demi-cercle, quadrilatère), ainsi qu'à une sonorité. Par exemple, la lettre « i » est associée à un cercle et un triangle, à la couleur orange et à la note de musique ré. Les peintures d'Herbin s'établissent à partir d'un mot qui donne son titre au tableau, selon des correspondances entre lettre, formes, couleur et sonorités musicales.
En 1946, Herbin met au point son « Alphabet plastique », essai de codification des correspondances entre lettres, couleurs et formes, et devient président du Salon des réalités nouvelles. En 1949, il présente à la galerie La Gentilhommière à Paris son livre L'Art non figuratif, non objectif où il expose son alphabet plastique, livre qui deviendra l'une des références majeures de la peinture abstraite de cette époque. La seconde génération d'artistes abstraits, celle de Jean Dewasne, Victor Vasarely, Olle Baertling, Richard Mortensen, Robert Jacobsen, etc., le considère comme un maître et recueille son enseignement lors des conférences de l'Atelier d'art abstrait, un lieu créé par Jean Dewasne et Edgar Pillet, ou bien lors du Salon des réalités nouvelles. Après la Seconde Guerre mondiale, il est avec Jean Arp et Alberto Magnelli le seul artiste vivant témoin de l'histoire de l'art abstrait dont il contribua à l'évolution. 
En 1953, Herbin est frappé d'hémiplégie. Il réapprend à peindre de la main gauche. Sa rencontre en 1956 avec Guy de Lussigny sera décisive dans la carrière du jeune peintre. Cette même année, il offre 24 œuvres à la Ville du Cateau-Cambrésis, constituant ainsi une deuxième collection pour le musée créé par Henri Matisse en 1952.
Depuis les années 1960 et jusqu'à aujourd'hui il est représenté à Paris par la galerie Lahumière et la galerie Denise René qui montrent régulièrement ses œuvres.
Dans les années 2000, l'édition d'une série de tapis d'après Auguste Herbin, signés et numérotés, ont été réalisés par Didier Marien pour la galerie Boccara avec l'accord des ayants-droit. Ces tapis exposés en France et à New York, Londres et Moscou ont participé à la redécouverte d'Auguste Herbin dans les grandes capitales artistiques mondiales.

Une rétrospective de son œuvre a lieu en 2013 au musée Matisse de Le Cateau-Cambrésis et au musée d'art moderne de Céret
. 
En mars-avril 2017, la galerie Le Minotaure à Paris présente Art abstrait géométrique : des origines aux Réalités Nouvelles dont le fil rouge est Auguste Herbin (40 pièces présentées : tableaux, gouaches et dessins préparatoires), peintre privilégié par la collection Kouro et militant pour la reconnaissance de l’Abstraction (art) en France, à une époque où elle suscitait encore de nombreuses controverses.
Une nouvelle rétrospective est organisée au musée de Montmartre en 2024.

## Œuvres dans les collections publiques
Au Canada
- Québec, Musée national des beaux-arts du Québec : Veine, 1953[5]

Au Danemark
- Copenhague, Statens Museum for Kunst : Paysage, Bellevue, Cassis, 1923.

En France
- Paris, musée national d'art moderne : 
  - Nature morte à la boule rouge, 1919, 100 × 73 cm ;
  - Relief Polychrome, 1921, huile sur bois, 76 × 65 × 4 cm.
- Le Cateau-Cambrésis, musée Matisse[6] :
  - Réalité spirituelle, 1938, huile sur toile, 195 × 130 cm ;
  - Union, 1959, huile sur toile.
- Céret, musée d'art moderne de Céret :
  - Les Trois Arbres, 1913, 100 × 85 cm ;
- Toulon, musée d'art de Toulon :
  - Autoportrait, huile sur toile, 46 × 38 cm ;
  - L'Impasse.
- Bordeaux, musée des Beaux-arts : 
  - La Lune, 1945.

## Publications
- L’Art non figuratif, non objectif, introduction de Pierre Peissi, Paris, Édition Lydia Conti, 1949.